# Kuzeyboru Gençlik ve Spor Kulübü 2021-2022
Questa voce raccoglie le informazioni riguardanti il Kuzeyboru Gençlik ve Spor Kulübü nelle competizioni ufficiali della stagione 2021-2022.

## Stagione
Il Kuzeyboru Gençlik ve Spor Kulübü non utilizza alcuna denominazione sponsorizzata nella stagione 2021-22.
Partecipa al suo secondo campionato di Sultanlar Ligi, piazzandosi all'ottavo posto al termine della regular season: si qualifica quindi ai play-off per il quinto posto, uscendo sconfitto in semifinale contro il Galatasaray, perdendo poi anche la finale per il settimo posto contro l'Aydın BB, che sancisce l'ottavo posto finale del club in campionato.
In Coppa di Turchia si spinge fino ai quarti di finale, dove viene estromesso dal torneo dal Türk Hava Yolları.

## Organigramma societario
Area direttiva
- Presidente: Mustafa Topgaç

Area tecnica
- Allenatore: Suphi Doğancı (fino a ottobre[5]), Kamil Söz (da ottobre[6])
- Allenatore in seconda: Emre Karagöz
- Assistente allenatore: İsmail Türkmen
- Scoutman: Eray Sertkaya

## Rosa
| N° | Nome                | Ruolo | Data di nascita  | Nazionalità sportiva |
| -- | ------------------- | ----- | ---------------- | -------------------- |
| 1  | Dilek Kınık         | L     | 14 gennaio 1995  | Turchia              |
| 3  | Simay Gazi          | P     | 8 febbraio 1998  | Turchia              |
| 4  | Işıl Öz             | L     | 12 aprile 1998   | Turchia              |
| 5  | Matea Ikić          | S     | 25 maggio 1989   | Croazia              |
| 5  | Ivana Vanjak        | S     | 30 maggio 1995   | Germania             |
| 6  | Lianma Flores       | O     | 23 agosto 1990   | Cuba                 |
| 7  | Olesja Rychljuk     | O     | 11 dicembre 1987 | Ucraina              |
| 9  | Ezgi Akyaldız       | S     | 25 maggio 1998   | Turchia              |
| 10 | Fulden Ural         | S     | 3 gennaio 1991   | Turchia              |
| 11 | Annie Mitchem       | S     | 22 aprile 1994   | Stati Uniti          |
| 13 | Sabriye Gönülkırmaz | C     | 17 maggio 1994   | Turchia              |
| 15 | Arelya Karasoy      | P     | 14 dicembre 1996 | Turchia              |
| 17 | Selin Uygur         | C     | 18 agosto 1992   | Turchia              |
| 18 | Yasemin Yıldırım    | C     | 28 gennaio 1995  | Turchia              |
| 19 | Hande Korkut        | C     | 28 ottobre 1990  | Turchia              |
| 20 | Elif Boran          | O     | 2 ottobre 1992   | Turchia              |

## Statistiche

### Statistiche di squadra
| Competizione     | Punti | In casa | In casa | In casa | In trasferta | In trasferta | In trasferta | Totale | Totale | Totale |
| Competizione     | Punti | G       | V       | P       | G            | V            | P            | G      | V      | P      |
| ---------------- | ----- | ------- | ------- | ------- | ------------ | ------------ | ------------ | ------ | ------ | ------ |
| Sultanlar Ligi   | 38    | 15      | 7       | 8       | 16           | 5            | 11           | 31     | 12     | 19     |
| Coppa di Turchia | 6     | 0       | 0       | 0       | 1            | 0            | 1            | 4      | 2      | 2      |
| Totale           | -     | 15      | 7       | 8       | 17           | 5            | 12           | 35     | 14     | 21     |

G = partite giocate; V = partite vinte; P = partite perse

### Statistiche dei giocatori
| Giocatore      | Campionato | Campionato | Campionato | Campionato | Campionato | Coppa di Turchia | Coppa di Turchia | Coppa di Turchia | Coppa di Turchia | Coppa di Turchia | Totale | Totale | Totale | Totale | Totale |
| Giocatore      | P          | PT         | AV         | MV         | BV         | P                | PT               | AV               | MV               | BV               | P      | PT     | AV     | MV     | BV     |
| -------------- | ---------- | ---------- | ---------- | ---------- | ---------- | ---------------- | ---------------- | ---------------- | ---------------- | ---------------- | ------ | ------ | ------ | ------ | ------ |
| E. Akyaldız    | 30         | 60         | 44         | 8          | 8          | 4                | 5                | 4                | 1                | 0                | 34     | 65     | 48     | 9      | 8      |
| E. Boran       | 22         | 76         | 66         | 7          | 3          | 2                | 3                | 3                | 0                | 0                | 24     | 79     | 69     | 7      | 3      |
| L. Flores      | 0          | 0          | 0          | 0          | 0          | -                | -                | -                | -                | -                | 0      | 0      | 0      | 0      | 0      |
| S. Gazi        | 23         | 10         | 5          | 1          | 4          | 1                | 0                | 0                | 0                | 0                | 24     | 10     | 5      | 1      | 4      |
| S. Gönülkırmaz | 26         | 78         | 35         | 28         | 15         | 2                | 5                | 2                | 1                | 2                | 28     | 83     | 37     | 29     | 17     |
| M. Ikić        | 5          | 24         | 20         | 3          | 1          | 3                | 22               | 20               | 2                | 0                | 8      | 46     | 40     | 5      | 1      |
| A. Karasoy     | 27         | 72         | 15         | 32         | 27         | 4                | 12               | 3                | 6                | 3                | 31     | 84     | 18     | 38     | 30     |
| D. Kınık       | 28         | 0          | 0          | 0          | 0          | 4                | 0                | 0                | 0                | 0                | 32     | 0      | 0      | 0      | 0      |
| H. Korkut      | 25         | 66         | 37         | 19         | 10         | 3                | 3                | 2                | 1                | 0                | 28     | 69     | 39     | 20     | 10     |
| A. Mitchem     | 30         | 458        | 417        | 29         | 12         | 4                | 57               | 54               | 2                | 1                | 34     | 515    | 471    | 31     | 13     |
| I. Öz          | 22         | 0          | 0          | 0          | 0          | 2                | 0                | 0                | 0                | 0                | 24     | 0      | 0      | 0      | 0      |
| O. Rychljuk    | 27         | 488        | 419        | 51         | 18         | 4                | 66               | 61               | 3                | 2                | 31     | 554    | 480    | 54     | 20     |
| F. Ural        | 13         | 68         | 59         | 2          | 8          | 3                | 5                | 4                | 0                | 1                | 16     | 73     | 63     | 2      | 9      |
| S. Uygur       | 6          | 19         | 14         | 3          | 2          | 3                | 10               | 8                | 1                | 1                | 9      | 29     | 22     | 4      | 3      |
| I. Vanjak      | 18         | 219        | 181        | 30         | 8          | 1                | 8                | 6                | 2                | 0                | 19     | 227    | 187    | 32     | 8      |
| Y. Yıldırım    | 29         | 195        | 111        | 53         | 31         | 4                | 23               | 12               | 6                | 5                | 33     | 218    | 123    | 59     | 36     |

P = presenze; PT = punti totali; AV = attacchi vincenti; MV = muri vincenti; BV = battute vincenti